# Enargita
L'enargita (del grec enarges, evident) és un mineral de la classe dels sulfurs. És un mineral dimorf de la luzonita.

## Característiques
Químicament és un sulfur d'arsènic i coure, amb fórmula Cu₃AsS₄, semblant a la tennantita la qual, però, no té exfoliació. Presenta com a aspecte típic un hàbit massiu negre, tot i que també pot adoptar la forma de cristalls allargats tabulars ratllats. Cristal·litza en el sistema ortoròmbic. La seva duresa és de 3 en l'escala de Mohs. S'extreu industrialment de les mines per ser una mena del coure.
Segons la classificació de Nickel-Strunz pertany a «02.KA: Sulfarsenats i sulfantimonats, amb (As, Sb)S₄ tetraedre» juntament amb els següents minerals: petrukita, briartita, famatinita, luzonita, permingeatita, barquillita i fangita.

## Formació i jaciments
L'enargita és un mineral secundari format en roques metamòrfiques mitjançant metamorfisme hidrotermal de temperatura mitjana, per la qual cosa apareix en vetes hidrotermals. Els minerals associats solen ser: quars, bornita, galena, esfalerita, tennantita, calcocita, calcopirita, covel·lita, pirita i altres sulfurs. Va ser descrita per primera vegada el 1850 al Perú. Als territoris de parla catalana ha estat descrita a la mina Calabona (L'Alguer, Sardenya) i a la mina Eureka (La Torre de Cabdella, Pallars Jussà).

## Varietats
- L'enargita argèntica és una varietat que conté plata, trobada a la mina Chala, Khaskovo Oblast, Bulgària.[4]
- La stannoenargita és una varietat d'enargita que conté estany.[5]